# 新五代史
| 中國二十四史 | 中國二十四史   | 中國二十四史 | 中國二十四史 | 中國二十四史 |
| 次序         | 書名           | 作者         | 作者         |              |
| 次序         | 書名           | 姓名         | 時代         |              |
| ------------ | -------------- | ------------ | ------------ | ------------ |
| 1            | 史记           | 司馬遷       | 西漢         |              |
| 2            | 汉书           | 班固         | 東漢         |              |
| 3            | 后汉书         | 范曄         | 劉宋         |              |
| 4            | 三國志         | 陈寿         | 西晋         |              |
| 5            | 晋书           | 房玄龄等     | 唐           |              |
| 6            | 宋书           | 沈约         | 蕭梁         |              |
| 7            | 南齐书         | 萧子显       | 蕭梁         |              |
| 8            | 梁书           | 姚思廉       | 唐           |              |
| 9            | 陈书           | 姚思廉       | 唐           |              |
| 10           | 魏书           | 魏收         | 北齐         |              |
| 11           | 北齐书         | 李百药       | 唐           |              |
| 12           | 周书           | 令狐德棻等   | 唐           |              |
| 13           | 南史           | 李延寿       | 唐           |              |
| 14           | 北史           | 李延寿       | 唐           |              |
| 15           | 隋书           | 魏徵等       | 唐           |              |
| 16           | 旧唐书         | 刘昫等       | 后晋         |              |
| 17           | 新唐书         | 欧阳修等     | 北宋         |              |
| 18           | 旧五代史       | 薛居正等     | 北宋         |              |
| 19           | 新五代史       | 欧阳修       | 北宋         |              |
| 20           | 宋史           | 脱脱等       | 元           |              |
| 21           | 辽史           | 脱脱等       | 元           |              |
| 22           | 金史           | 脱脱等       | 元           |              |
| 23           | 元史           | 宋濂等       | 明           |              |
| 24           | 明史           | 张廷玉等     | 清           |              |
| 相關         | 東觀漢記       | 劉珍等       | 東漢         |              |
| 相關         | 新元史         | 柯劭忞       | 民國         |              |
| 相關         | 清史稿         | 趙爾巽等     | 民國         |              |
| 相關         | 點校本二十四史 | 顧頡剛等     | 共和國       |              |

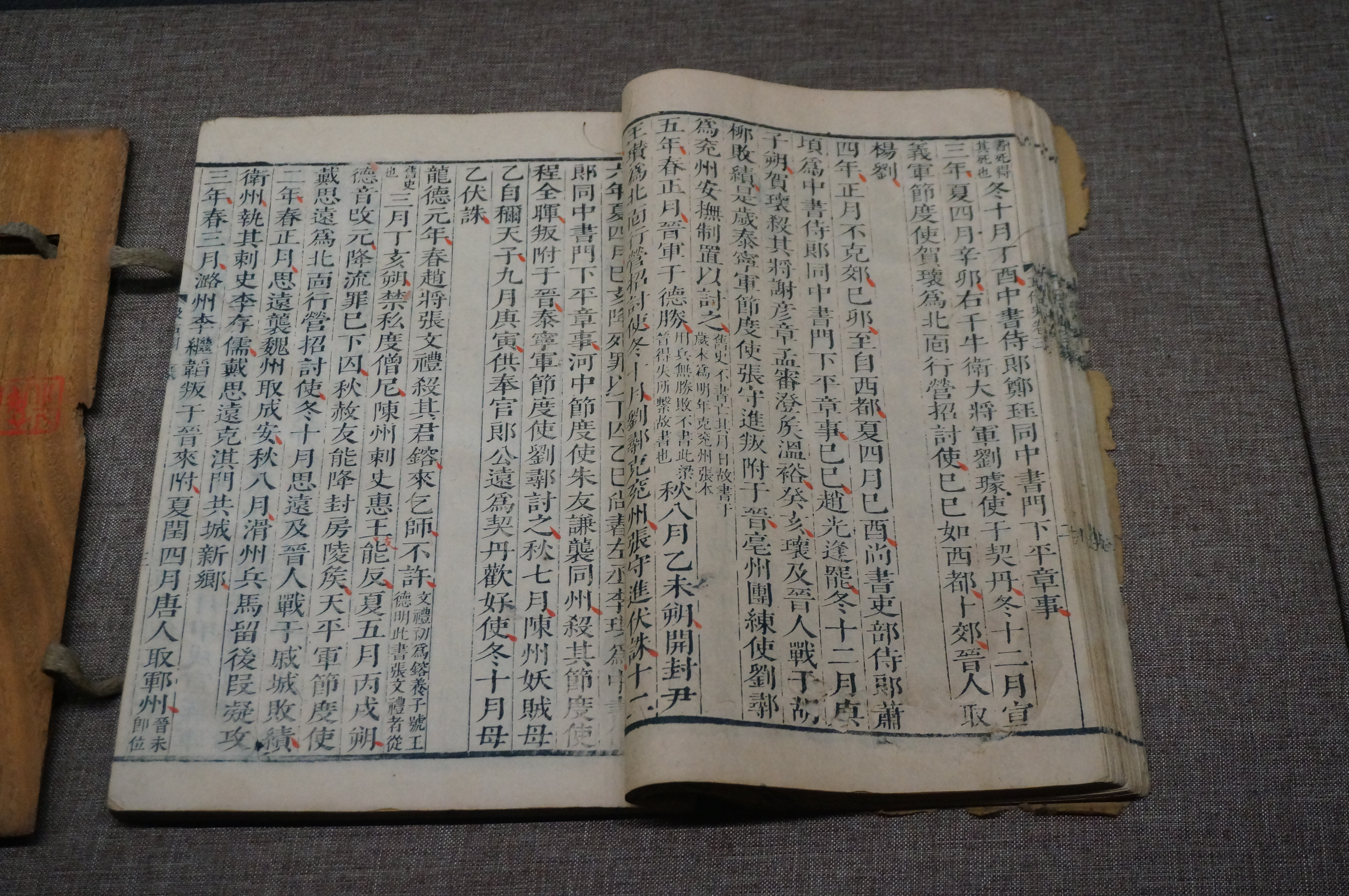
明代毛氏汲古阁刻本《欧阳修五代史》，此页为卷三·梁本纪第三。

《新五代史》，原名《五代史记》，北宋歐陽脩撰，是二十四史中唐代以後唯一私修正史。

## 修書過程
景祐元年（1034年）五月，歐陽修和尹洙共同担任馆阁校勘，预修《崇文书目》、撰写《十國志》。兩人更打算合撰《新五代史》，但因史觀不同而作罷，尹洙后来独撰两卷的《五代春秋》。宋仁宗皇祐五年（1053年）《新五代史》成书，取名為《五代史记》，因是私撰，故藏於家。歐氏去世後，其家人才上呈於朝廷。
乾隆年間，因薛居正《舊五代史》列為正史，歐史改稱《新五代史》。共七十四卷，本紀十二卷、列傳四十五卷、考三卷、世家及年譜十一卷、四夷附錄三卷。記載自後梁開平元年（907年）至後周顯德七年（960年）歷史。
景祐三年（1036年）前後，歐陽修開始撰寫《新五代史》，增加了《舊五代史》所未能見到的史料，如《五代會要》、《五代史補》、《五代史闕文》、《九國志》等，因此《新五代史》在《舊五代史》的基礎上更加詳實。如王景仁、郭崇韜、安重誨、李茂貞、孔謙、王彦章、段凝、趙在禮、范延光、盧文紀、馬胤孫、姚顗、崔税、吕琦、楊渥等傳內容都有補強。但《新五代史》對舊“志”部分大加繁削，則不足為訓，故史料價值比《舊五代史》要略遜一籌。

## 體例
《新五代史》其中的列傳實為“類傳”，採用類比方式，最有特色，有：《家人傳》、《臣傳》、《死節傳》、《死事傳》、《一行傳》、《唐六臣傳》、《義兒傳》、《伶官傳》、《雜傳》等，然其《死節傳》僅湊得三人，《死事傳》十一人，遠少於《冊府元龜》所載人數；又如《唐六臣傳》皆唐末助朱溫篡唐者，雖名為唐臣，諷刺意味深遠。
《新五代史》改“志”為“考”，因為歐陽脩認為五代的典章制度一无可取，故将“志”删除，仅有《司天考》、《职方考》二考，相当於《旧五代史》的《天文志》和《郡县志》。
《新五代史》新增史料最多的是《十国世家》。十國稱為〈世家〉，並有《十國世家年譜》，載有吴、南唐、前蜀、后蜀、南汉、楚、吴越、闽、南平、东汉等十国。《十国世家》的初稿是根据與尹洙合撰的《十国志》删成。《四夷附录》相当于《旧五代史》的《外国列传》。
金章宗泰和七年（1207年），明令立《新五代史》於學官，从此大行于世，于是“薛史”渐湮不传。歐陽脩的學生徐無黨曾為《新五代史》作注，多阐述微言大意。但是《新五代史》的史料價值比《舊五代史》要少一些，這主要是歐陽脩在刪繁就簡時，將不少具體資料也一併刪去。另外，歐陽脩寫《新五代史》時，踵孔子的《春秋》筆法，為尊者諱，寓褒貶，重議論。並強調君臣倫理思想，史論常用“嗚呼”二字發端，發表感慨議論。例如，《新五代史·张宪传》載：“宪出奔忻州，亦见杀。”薛史元称张宪为朝廷“赐死于晋阳之千佛院”，歐史則称其为乱兵杀害，歐陽修認為：“宪初节甚明，但弃城而走，不若守位而死，已失此节，则见杀与赐死同尔。”

## 評價
顧炎武、錢大昕等學者對《新五代史》都有批評，認為歐陽修迂腐，既著史書，卻不重視史實的探討，好發議論，愛說空話，讀來令人生厭。章学诚讥称：“只是一部吊祭哀挽之集，如何可称史才？”
宋人亦對歐陽脩的史學有所批評。《宋稗类钞》中引劉敞“好个欧九，极有文章，可惜不甚读书”之语，《苕溪渔隐丛话》亦引王安石的“欧九不学”的话。一日，刘攽問歐的弟子焦千之说《新五代史》有為韓通立傳嗎？焦說沒有，刘攽大笑說：“如此，亦是第二等文字耳。”
但王鳴盛高度評價《新五代史·職方考》：“五代土地，梁爲最小，晉、漢差大，周又大，而唐爲最大……觀歐《職方考》自明，此考雖簡略，然提綱挈領，洗眉刷目，此則歐公筆力非薛《史》所能及。”趙翼亦稱：“卷帙雖不及薛史之半，而訂正之功倍之”。
當時學者吳縝撰《五代史纂誤》三卷，是糾舉《新五代史》謬誤的專著。清代吳蘭庭撰《五代史記纂誤補》六卷，乃吳縝《纂誤》之續作。彭元瑞、劉鳳誥有《五代史記注》。

## 内容

### 本紀
1. 梁本紀第一- 太祖上
2. 梁本紀第二 - 太祖下
3. 梁本紀第三 - 末帝
4. 唐本紀第四 - 莊宗上
5. 唐本紀第五 - 莊宗下
6. 唐本紀第六 - 明宗
7. 唐本紀第七 - 閔帝・废帝
8. 晋本紀第八 - 高祖
9. 晋本紀第九 - 出帝
10. 漢本紀第十 - 高祖・隐帝
11. 周本紀第十一 - 太祖
12. 周本紀第十二 - 世宗・恭帝

### 传
1. 梁家人传第一 - 王皇后・張皇后・朱全昱・朱友諒・朱友能・朱友誨・朱存・朱友寧・朱友倫・朱友裕・朱友文・朱友孜
2. 唐太祖家人传第二 - 劉皇后・李克让・李克修・李克恭・李克寧・李继岌・李继潼・李继嵩・李继蟾・李继嶢
3. 唐明宗家人传第三 - 曹皇后・魏皇后・李从璟・李从荣・李从璨・李从璋・李从温・李从敏
4. 唐废帝家人传第四 - 劉皇后・李重吉・李重美
5. 晋家人传第五 - 石敬威・石敬贇・石敬暉・石重英・石重信・石重乂・石重睿・石重杲・石延煦・石延宝
6. 漢家人传第六 - 劉崇・劉贇・劉信・劉承訓・劉承勋
7. 周太祖家人传第七 - 柴皇后
8. 周世宗家人传第八 - 柴守礼・劉皇后・符皇后・柴誼・柴誠・柴熙讓・柴熙謹・柴熙誨
9. 梁臣传第九 - 敬翔・朱珍・龐師古・葛从周・霍存・張存敬・符道昭・劉捍・寇彦卿
10. 梁臣传第十 - 康怀英・劉鄩・牛存節・張归霸・王重師・徐怀玉
11. 梁臣传第十一 - 楊師厚・王景仁・賀瓌・王檀・馬嗣勳・王虔裕・謝彦章
12. 唐臣传第十二 - 郭崇韜・安重誨
13. 唐臣传第十三 - 周德威・符存審・史建瑭・王建及・元行欽・安金全・袁建丰・西方鄴
14. 唐臣传第十四 - 符習・烏震・孔謙・張延朗・李嚴・李仁矩・毛璋
15. 唐臣传第十五 - 朱弘昭・馮贇・劉延朗・康思立・康義誠・药彦稠
16. 唐臣传第十六 - 豆盧革・盧程・任圜・趙鳳・李襲吉・張憲・蕭希甫・劉賛・何瓚
17. 晋臣传第十七 - 桑維翰・景延广・吴巒
18. 漢臣传第十八 - 蘇逢吉・史弘肇・楊邠・王章・劉銖・李業・聶文進・後贊・郭允明
19. 周臣传第十九 - 王朴・鄭仁誨・扈載
20. 死節传第二十 - 王彦章・裴約・劉仁贍
21. 死事传第二十一 - 張源德・夏魯奇・姚洪・王思同・張敬達・翟進宗・張万迪・沈斌・王清・史彦超・孫晟
22. 一行传第二十二 - 鄭遨・張薦明・石昂・程福贇・李自倫
23. 唐六臣传第二十三 - 張文蔚・楊涉・張策・趙光逢・薛貽矩・蘇循
24. 義兒传第二十四 - 李嗣昭・李嗣本・李嗣恩・李存信・李存孝・李存進・李存璋・李存賢
25. 伶官传第二十五 - 周匝・敬新磨・景進・史彦瓊・郭从謙
26. 宦者传第二十六 - 張承業・張居翰
27. 杂传第二十七 - 王鎔・羅紹威・王处直・劉守光
28. 杂传第二十八 - 李茂貞・韓建・李仁福・韓遜・楊崇本・高万興・温韜
29. 杂传第二十九 - 盧光稠・譚全播・雷满・鍾传・趙匡凝
30. 杂传第三十 - 朱宣・王師範・李罕之・孟方立・王珂・趙犨・馮行襲
31. 杂传第三十一 - 氏叔琮・李彦威・李振・裴迪・韋震・孔循・孫德昭・王敬蕘・蒋殷
32. 杂传第三十二 - 劉知俊・丁會・賀德倫・閻寶・康延孝
33. 杂传第三十三 - 張全義・朱友謙・袁象先・朱漢賓・段凝・劉玘・周知裕・陸思鐸
34. 杂传第三十四 - 趙在礼・霍彦威・房知温・王晏球・安重霸・王建立・康福・郭延魯
35. 杂传第三十五 - 華温琪・萇从簡・張筠・楊彦詢・李周・劉处让・李承約・張希崇・相里金・張廷蘊・馬全節・皇甫遇・安彦威・李瓊・劉景岩
36. 杂传第三十六 - 盧文進・李金全・楊思权・尹暉・王弘贄・劉審交・王周・高行周・白再荣・安叔千
37. 雜传第三十七 - 翟光鄴・馮暉・皇甫暉・唐景思・王進・常思・孫方諫
38. 雜传第三十八 - 王峻・王殷・劉詞・王環 ・折从阮
39. 雜传第三十九 - 朱守殷 ・董璋・范延光 ・娄继英・安重荣・安从进・楊光遠
40. 雜传第四十 - 杜重威・李守貞・张彦泽
41. 雜传第四十一 - 王景崇・趙思綰・慕容彦超
42. 雜传第四十二 - 馮道・李琪・鄭玨・李愚・盧導・司空頲
43. 雜传第四十三 - 劉昫・卢文纪・馬胤孫・姚顗・劉岳・馬縞・崔居俭・崔梲・李懌
44. 雜传第四十四 - 和凝・趙瑩・馮玉・盧質・呂琦・薛融・何泽・王权・史圭・龍敏
45. 雜传第四十五 - 李崧・李鏻・賈緯・段希堯・張允・王松・裴皞・王仁裕・裴羽・王延・馬重績・趙延義

### 考
1. 新五代史考第一 -
2. 司天考第二 -
3. 職方考第三 -

### 世家
1. 吴世家第一 - 吳
2. 南唐世家第二 - 南唐
3. 前蜀世家第三 - 前蜀
4. 後蜀世家第四 - 後蜀
5. 南漢世家第五 - 南漢
6. 楚世家第六 - 楚
7. 吴越世家第七 - 吳越
8. 閩世家第八 - 閩
9. 南平世家第九 - 荊南
10. 東漢世家第十 - 北漢
11. 十国世家年譜第十一

### 附録
1. 卷七十二 四夷附录第一 契丹
2. 卷七十三 四夷附录第二 契丹
3. 卷七十四 四夷附录第三 奚 吐谷浑 达靼 党项 突厥 吐蕃 回鹘 于阗 高丽 渤海 新罗 黑水靺鞨 南诏蛮 牂牁蛮 昆明 占城

- 卷七十五 五代史记序